# Мігкель Людіґ
Мігкель Людіґ (ест. Mihkel Lüdig; 27 квітня (9 травня) 1880, Тахкуранна — 7 травня 1958, Вяндра) — естонський композитор, органіст та хоровий диригент.